# Cheiroplatys borealis
Cheiroplatys borealis är en skalbaggsart som beskrevs av Phillip B. Carne 1957. Cheiroplatys borealis ingår i släktet Cheiroplatys och familjen Dynastidae. Inga underarter finns listade i Catalogue of Life.